# Gare de Shōnandai
La gare de Shōnandai (湘南台駅, Shōnandai-eki) est une gare ferroviaire de la ville de Fujisawa, dans la préfecture de Kanagawa, au Japon. La gare est gérée conjointement par les compagnies Odakyū et Sōtetsu, ainsi que par le métro de Yokohama.

## Situation ferroviaire
La gare de Shōnandai est située au point kilométrique (PK) 15,8 de la ligne Odakyū Enoshima. Elle marque le début de la ligne bleue du métro de Yokohama et la fin de la ligne Sōtetsu Izumino.

## Histoire
La gare a été inaugurée le 7 novembre 1966. Le métro y arrive le 29 août 1999.

## Services aux voyageurs

### Accès et accueil
La gare dispose d'un bâtiment voyageurs, avec guichets, ouvert tous les jours.

### Desserte

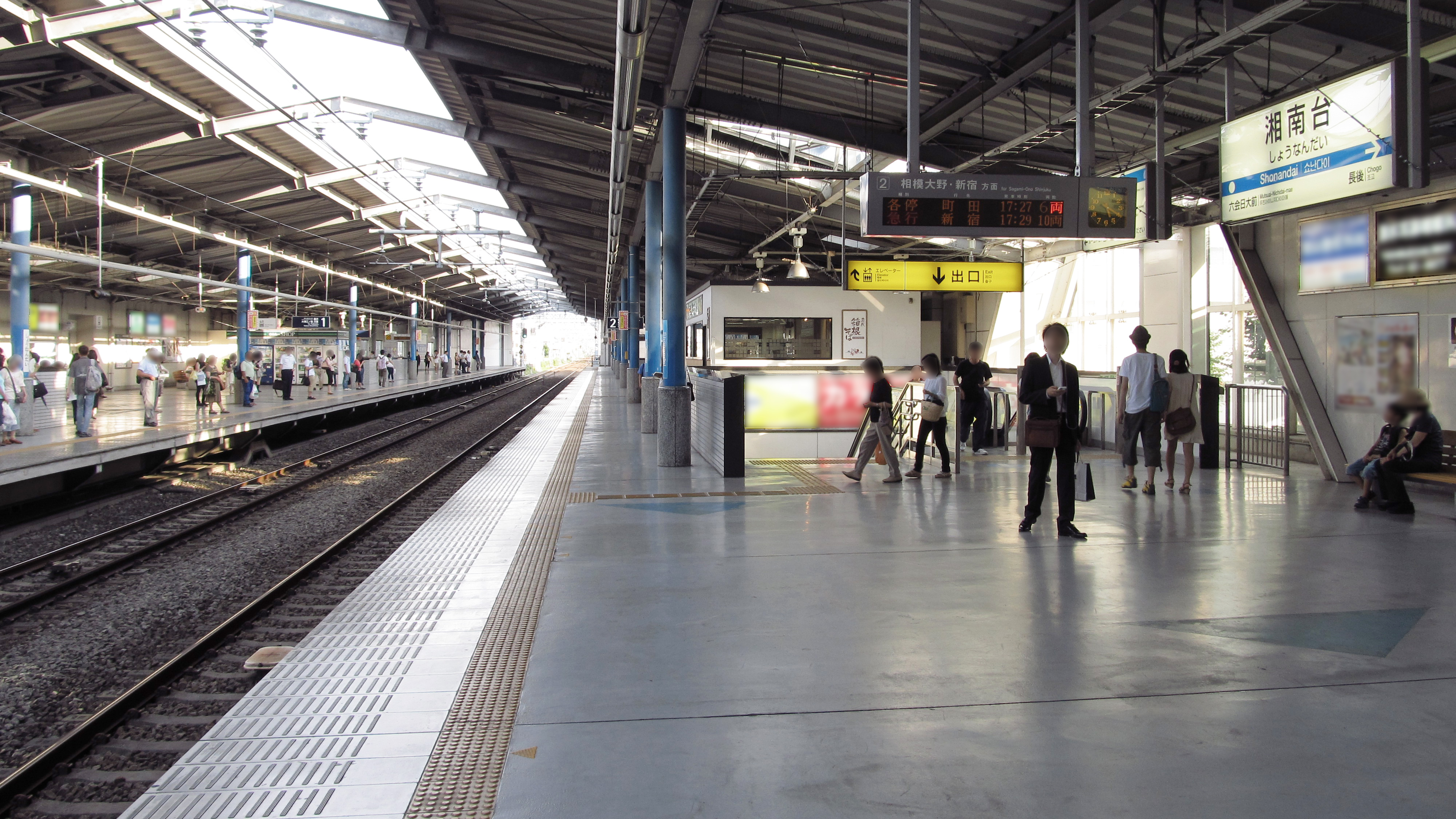
Quais de la ligne Enoshima

#### Odakyū
- Ligne Enoshima :
  - voie 1 : direction Katase-Enoshima
  - voie 2 : direction Sagami-Ōno (interconnexion avec la ligne Odawara pour Shinjuku)

#### Sōtetsu
- Ligne Izumino :
  - voies 1 et 2 : direction Futamatagawa (interconnexion avec la ligne principale Sōtetsu pour Yokohama)

#### Métro de Yokohama
- Ligne bleue :
  - voies 1 et 2 : direction Azamino